# Segundo (varón apostólico)
San Segundo es un santo del santoral católico cuya fiesta se celebra el 2 de mayo. Según una tradición cristiana tardía, fue uno de los siete varones apostólicos enviados por San Pedro y San Pablo a evangelizar España. En esta misma tradición se le identifica la localidad de 'Abula' como lugar de episcopado y de martirio.
Tradicionalmente se ha pensado que San Segundo evangelizó la ciudad de Ávila (Castilla y León). No obstante, algunas fuentes identifican Abula con Abla, pueblo de la actual (Almería). Esta identificación tiene a su favor que «Abula» da origen a «Abla» siguiendo las reglas generales de evolución del idioma español. Además, las ciudades a las que fueron enviados los varones apostólicos por San Torcuato se encuentran todas ellas a unas pocas leguas de Acci (la actual Guadix), y tiene por tanto más lógica que este requisito lo cumpla Abla antes que la muy lejana Ávila. El obispado de Guadix ha acabado por confirmar la tradición de que San Segundo estuvo en Abla.
La tradición de que San Segundo estuvo en la actual Ávila y fue su primer obispo, se originó porque en 1519 se descubrió un sepulcro con la inscripción «San Segundo» en una ermita situada extramuros de la ciudad, junto al río Adaja. Pero en su contra tiene que, antes de 1519, no hay datos ni tradición alguna, ni oral ni escrita, acerca de la presencia de San Segundo en la ciudad castellana.
Actualmente San Segundo es el patrono de Ávila y de su diócesis. Abla lo ha adoptado también como patrono secundario, y saca en procesión su imagen junto con las de los patronos oficiales del pueblo. Es también patrono de la localidad de Chite, en la provincia de Granada.